# Tập hợp vi chính tắc
Trong Vật lý thống kê, tập hợp vi chính tắc là một tập hợp thống kê mà đại diện cho các trạng thái có thể có của một cơ hệ mà tổng năng lượng được định rõ một cách chính xác. Hệ được cho là cô lập và không thể trao đổi vật chất và năng lượng với môi trường ngoài, cho nên (theo định luật bảo toàn năng lượng) năng lượng của hệ không đổi theo thời gian.
Các thông số cơ bản của tập hợp vi chính tắc là tổng số hạt trong hệ (kí hiệu: N), thể tích hệ (kí hiệu: V) và tổng năng lượng của hệ (kí hiệu: E), các thông số này được coi là hằng số ứng với từng tập hợp. Vì lí do trên, tập hợp vi chính tắc còn được gọi là tập hợp NVE.
Trong trường hợp đơn giản, tập hợp vi chính tắc được định nghĩa bằng cách ấn định một xác suất như nhau cho tất cả vi trạng thái có năng lượng nằm trong một khoảng quanh E. Tất cả vi trạng thái khác được cho xác suất bằng 0. Vì các xác suất phải lên tới 1, xác suất P là nghịch đảo của số các vi trạng thái W nằm trong khoảng năng lượng,
{\displaystyle P=1/W,}
Khoảng năng lượng sau đó giảm độ rộng cho đến khi nó là khoảng vô cùng bé và vẫn tập trung quanh E. Tập hợp vi chính tắc thu được trong giới hạn của quá trình này.

## Ứng dụng
Do sự kết nối của nó với các giả định cơ học thống kê cân bằng (đặc biệt là tiên đề của xác suất bằng tiên đề), tập hợp vi chính tắc là một khối xây dựng khái niệm quan trọng trong lí thuyết. Đôi khi nó được coi là sự phân bố cơ bản của cơ học thống kê cân bằng. Nó cũng hữu ích trong một số ứng dụng số, chẳng hạn như động lực học phân tử. Mặt khác, hầu hết các hệ không tầm thường về mặt toán học đều khó khăn để mô tả trong tập hợp vi chính tắc, và cũng có sự mơ hồ liên quan đến các định nghĩa của entropy vầ nhiệt độ. Vì những lí do này, khác với các trường hợp thường được ưa thích hơn cho các tính toán lí thuyết.
Các ứng dụng của các tập hợp vi chính tắc đối với các hệ thống thế giới thực phụ thuộc vào tầm quan trọng của các biến động năng lượng, có thể là kết quả từ các tương tác giữa hệ thống và môi trường của nó cũng như các yếu tố không kiểm soát trong việc chuẩn bị hệ thống. Nói chung, các dao động không đáng kể nếu một hệ thống là vĩ mô lớn, hoặc nếu nó được sản xuất với năng lượng đã biết chính xác và sau đó duy trì gần như cách ly với môi trường. Trong những trường hợp như vậy, tập hợp vi chính tắc được áp dụng. Nếu không, các tập hợp khác là thích hợp hơn - chẳng hạn như tập hợp chính tắc (năng lượng dao động) hoặc tập hợp chính tắc lớn (năng lượng dao động và số hạt).